# Liogenys tibialis
Liogenys tibialis – gatunek chrząszcza z rodziny poświętnikowatych i podrodziny chrabąszczowatych. Endemit Brazylii.

## Taksonomia
Gatunek ten opisany został po raz pierwszy w 1918 roku przez Juliusa Mosera na łamach „Stettiner Entomologische Zeitung”. Jako lokalizację typową wskazano „Brazylię”; później uszczegółowiono ją na Teresópolis w tymże kraju. W 1969 roku Georg Frey zsynonimizował go z Liogenys palmata. W 2015 roku status osobnego gatunku przywrócili mu Mariana Alejandra Cherman i współpracownicy.

## Morfologia
Chrząszcz o ciele długości od 13,5 do 14,5 mm i szerokości od 6,4 do 7,3 mm, ubarwionym głównie brązowawo z przedpleczem rudobrązowym u samców i ciemnobrązowym u samic, a pokrywami ceglastymi do brązowawych.
Głowa ma oczy rozstawione na prawie dwukrotność swoich szerokości i dziesięcioczłonowe czułki. Wykrojenie krawędzi nadustka jest płytkie, szerokie i prawie kątowe; ząbki przednie po jego bokach mają prawie równoległe i krótsze od oka krawędzie zewnętrzne, a krawędzie boczne nadustka są lekko wypukłe u samców i proste u samic.
Przedplecze ma łysy dysk z rozproszonym i grubym punktowaniem, lekko pośrodku wysuniętą krawędź przednią oraz ostre, prawie proste kąty tylne. Tarczka jest ostrołukowata, delikatnie po bokach punktowana. Błyszczące, łyse, u samicy lekko oprószone, ponad trzykrotnie od przedplecza dłuższe pokrywy mają wyraźnie wyniesiony szew i po cztery żeberka, z których dwie pary zewnętrzne są słabiej widoczne od dwóch par wewnętrznych. Na biodrach przednich występują łuski. Golenie przedniej pary mają trzy ząbki na krawędzi zewnętrznej, z których nasadowy jest najmniejszy, a środkowy i wierzchołkowy równych rozmiarów. Golenie środkowej pary mają przekrój kwadratowy u samca, a walcowaty do prawie kwadratowego u samicy. Tylna para odnóży u samca ma pośrodkowo uwydatnioną krawędź tylną uda i wyciągniętą pośrodkowo krawędź wewnętrzną goleni.
Odwłok u samca ma pięć pierwszych z widocznych sternitów wyniesionych wzdłuż linii środkowej. U obu płci występuje odsłonięte, nagie propygidium oraz tak szerokie jak długie, niemal trapezowate, płaskie do wysklepionego, tylko w wierzchołkowej części porośnięte szczecinkami pygidium. Genitalia samca mają paramery o części nasadowej tak szerokiej jak ich wspólna szerokość pośrodku, wcięciu sięgającym ⅓ długości, krawędziach wewnętrznych prostych lub lekko zbieżnych, a szczycie harpunowatym; w widoku bocznym paramery są silnie wypukłe.

## Rozprzestrzenienie
Gatunek neotropikalny, endemiczny dla Brazylii, znany ze stanów Minas Gerais, Rio de Janeiro, São Paulo, Parana, Santa Catarina i Rio Grande do Sul.